# John Stafford Smith
John Stafford Smith (30 marts 1750 – 21 september 1836) var en Britisk komponist og organist. Han var en af de første seriøse samlere af Johann Sebastian Bachs manuskripter og værker.
Stafford Smith er mest kendt for at have komponeret musikken til The Anacreontic Song, som siden blev brugt i forbindelse med The Star-Spangled Banner, som i 1931 blev til USAs nationalmelodi.
 Der er for få eller ingen kildehenvisninger i denne artikel, hvilket er et problem. Du kan hjælpe ved at angive troværdige kilder til de påstande, som fremføres i artiklen.

| Musik | Spire Denne musikartikel er en spire som bør udbygges. Du er velkommen til at hjælpe Wikipedia ved at udvide den. |